# دارين موني
دارين موني (بالإنجليزية: Darrin Mooney)‏ هو طبال وموسيقي بريطاني، ولد في 31 ديسمبر 1969 في London Borough of Merton ‏ في المملكة المتحدة.

## وصلات خارجية
- الموقع الرسمي